# Bongolava

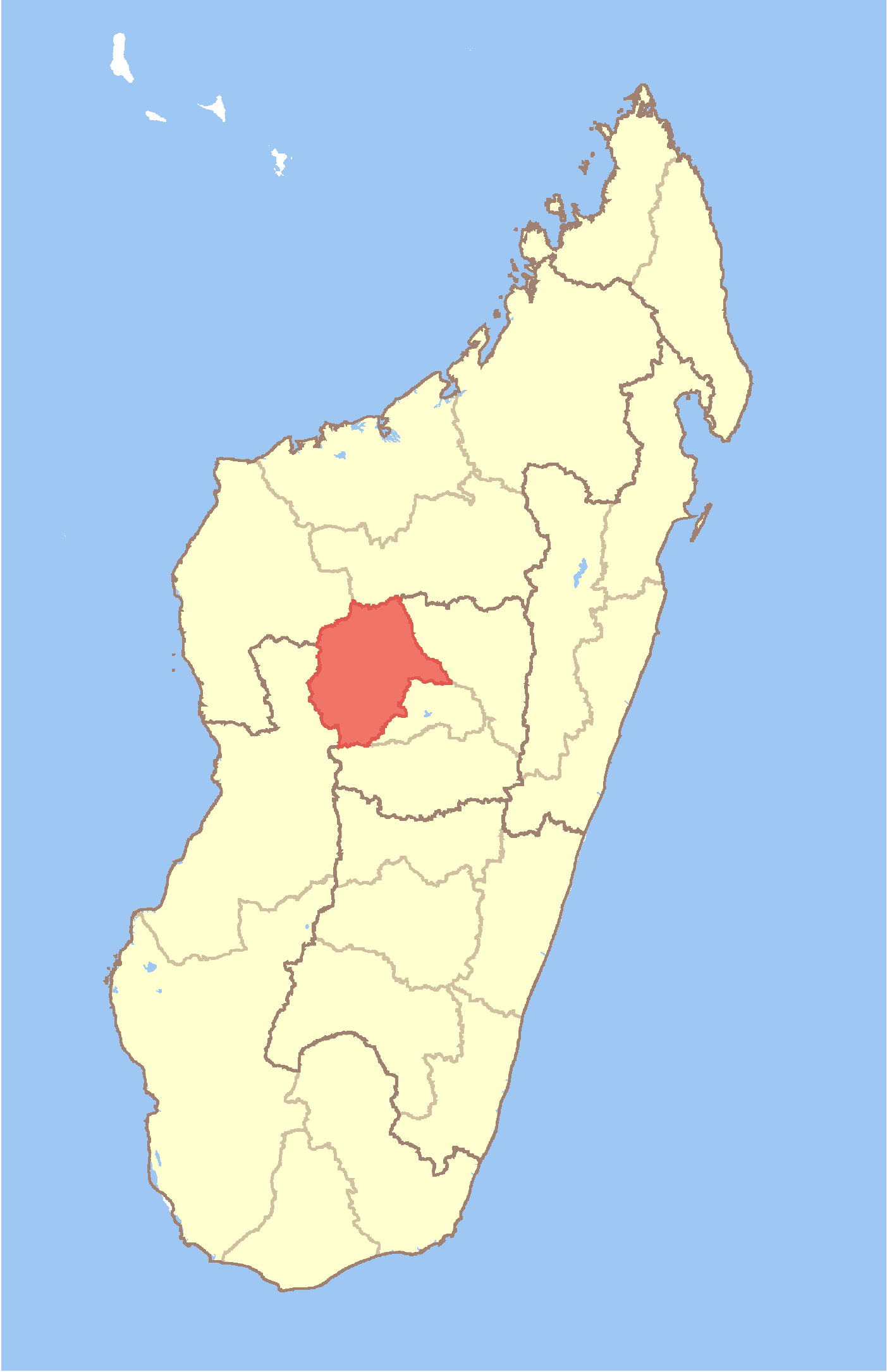
Localisation de la région de Bongolava à Madagascar.

Bongolava est l'une des vingt-trois régions de Madagascar. Elle est située dans la province d'Antananarivo, dans le centre de l'île.

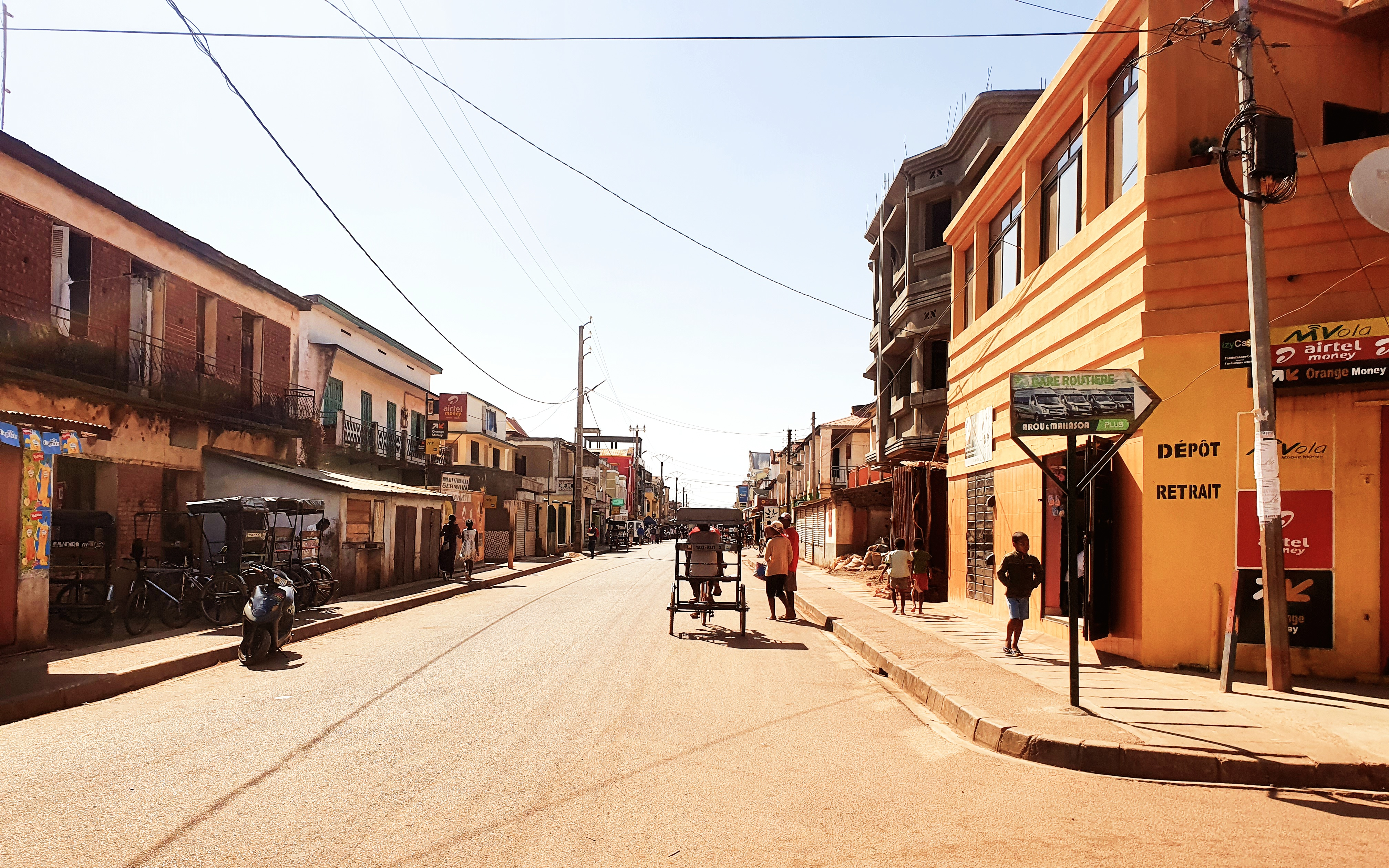
La route nationale 1 bis qui passe à Tsiroanomandidy

## Géographie
La région est dans l'ouest du centre de Madagascar, avec pour capitale Tsiroanomandidy. Elle est frontalière de Betsiboka, Melaky, Menabe, Vakinankaratra, Itasy et Analamanga. La superficie est de 16 821 km2 et rassemble une population de 235 000 habitants, soit une densité de population de 14 hab./km2.
La région est traversée par le fleuve Tsiribihina.

## Administration
La région est divisée en deux districts, Fenoarivobe et Tsiroanomandidy, et 26 communes:
- District de Fenoarivobe
  - Ambatomainty Atsimo
  - Ambohitromby
  - Fenoarivobe
  - Firavahana
  - Kiranomena
  - Mahajeby
  - Maritampona
  - Tsinjoarivo 22
- District de Tsiroanomandidy
  - Ambalanirana
  - Ambararatabe
  - Ambatolampy
  - Ankadinondry Sakay
  - Ankerana Avaratra
  - Anosy
  - Belobaka
  - Bemahatazana
  - Bevato
  - Fierenana
  - Mahasolo
  - Maroharana
  - Miandrarivo
  - Morarano Marotampona
  - Soanierana
  - Tsinjoarivo Imanga
  - Tsiroanomandidy Fihaonana
  - Tsiroanomandidy Ville